# Gouvernorat d'Ad Dali'
Ad Dali' (en arabe : الضالع Aḍ Ḍāli') est un gouvernorat du Yémen. Sa capitale est Ad Dali'. En 2011, sa population atteint 569 000 habitants.

## Districts
- Ad Dhale'e District (en)
- Al Azariq District
- Al Husha District
- Al Hussein District
- Ash Shu'ayb District
- Damt District
- Jahaf District
- Juban District
- Qa'atabah District